# 노보시비르스크 지하철
노보시비르스크 지하철(러시아어: Новосиби́рский метрополите́н)은 러시아 노보시비르스크의 지하철이다.

## 역사

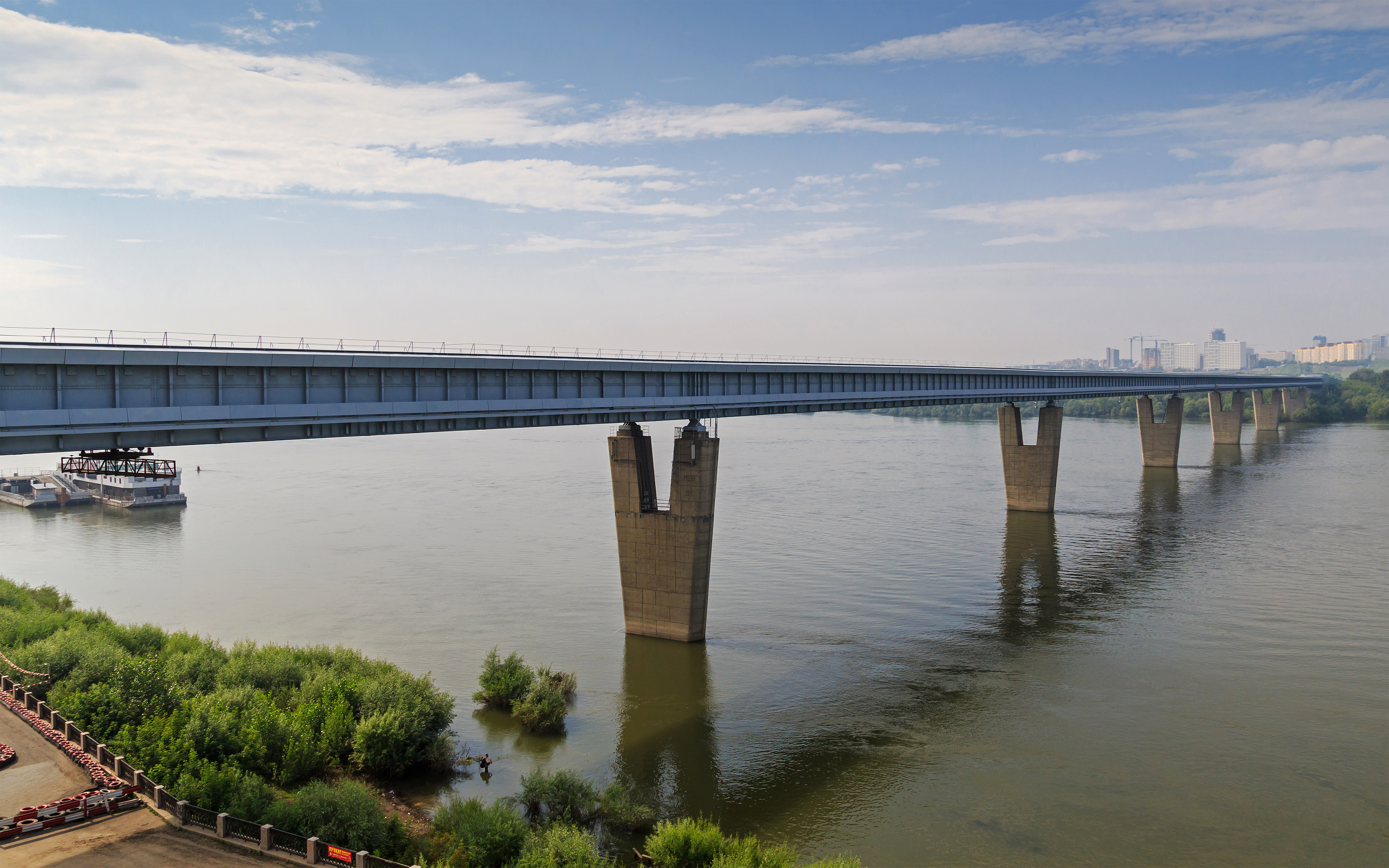
오브강의 철교

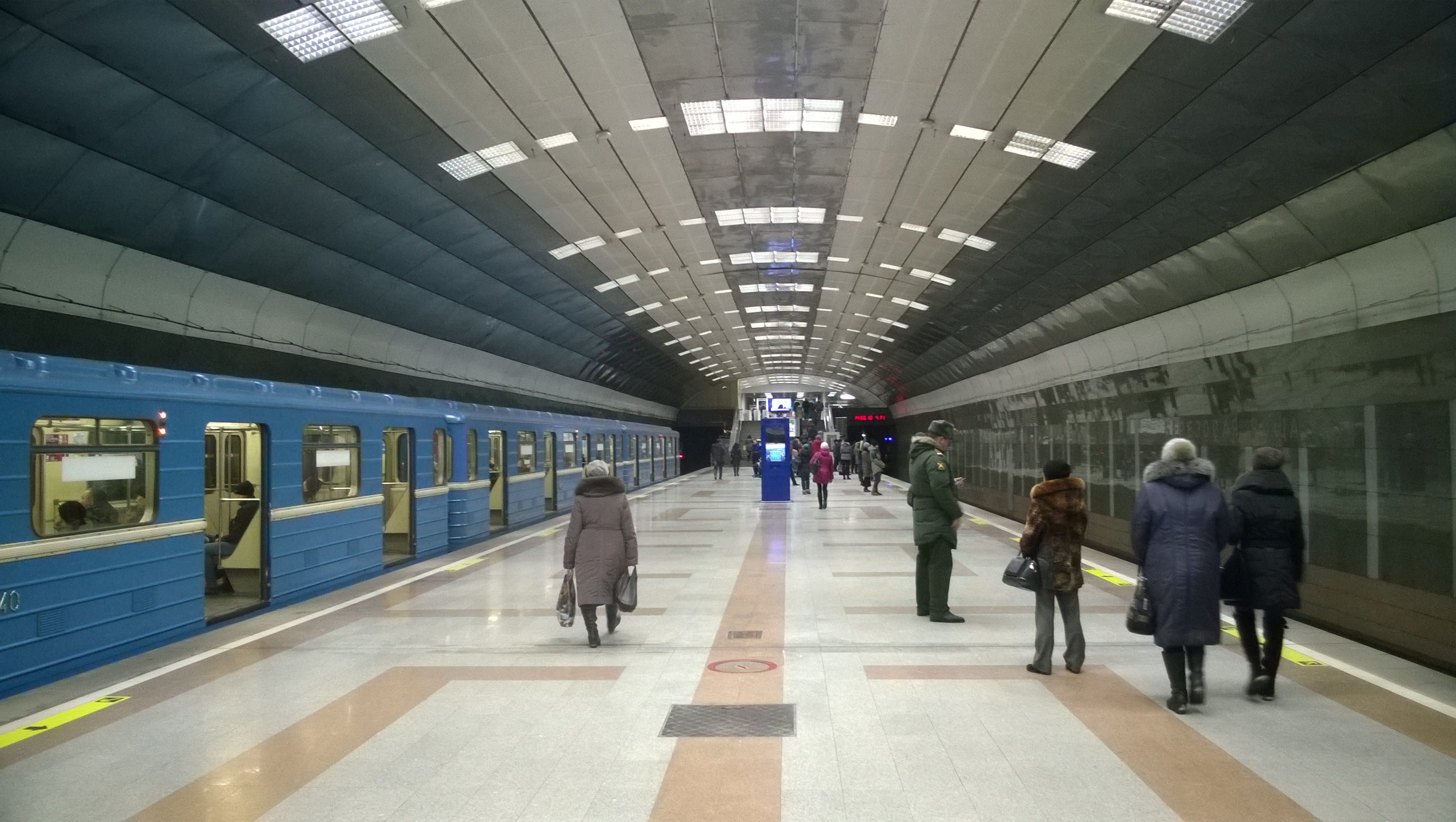
베료조바야 로샤역

노보시비르스크의 지하철 계획은 1960년대 후반부터 추진되었다. 1979년 5월 12일 첫 공사가 시작되었으며, 다른 도시에 세워진 지하철들을 토대로 설계했다. 공사는 7년 반의 세월이 소요되었으며, 1986년 1월 7일 최초의 노선에 5개 역이 개통되었다. 노보시비르스크 지하철은 소련의 11번째 지하철이고 러시아의 네번째 지하철이다. 지하철은 4개 노선에 62km의 길이까지 건설되도록 계획되었다. 지하철 건설은 소련 붕괴 이후 1990년대 초에 재정난 때문에 중단되었다가 최근에 다시 재개되었다.

## 노선

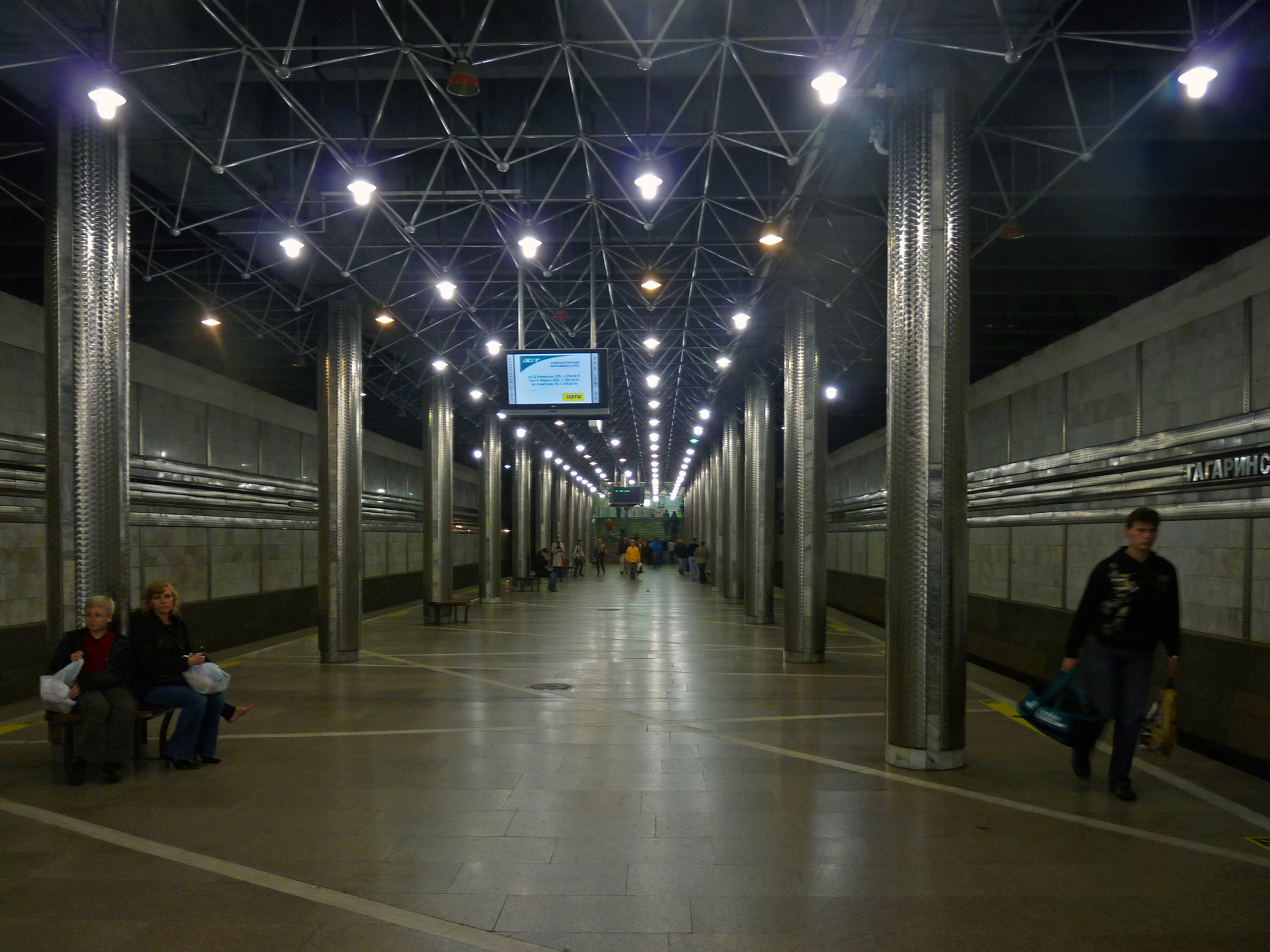
가가린스카야 역

|       | 이름                         | 개통   | 새 역 추가 | 길이     | 역   |
| ----- | ---------------------------- | ------ | ---------- | -------- | ---- |
| 1     | 레닌스카야 선(Ленинская)     | 1986년 | 1992년     | 10.5km   | 8    |
| 2     | 제르진스카야 선(Дзержинская) | 1987년 | 2010년     | 5.86km   | 5    |
| 총합: | 총합:                        | 총합:  | 총합:      | 16.36 km | 13역 |